# Proclea antarctica
Proclea antarctica är en ringmaskart som beskrevs av Wu, Wu och Qian 1987. Proclea antarctica ingår i släktet Proclea och familjen Terebellidae. Inga underarter finns listade i Catalogue of Life.